# 京都大学大学院経済学研究科・経済学部

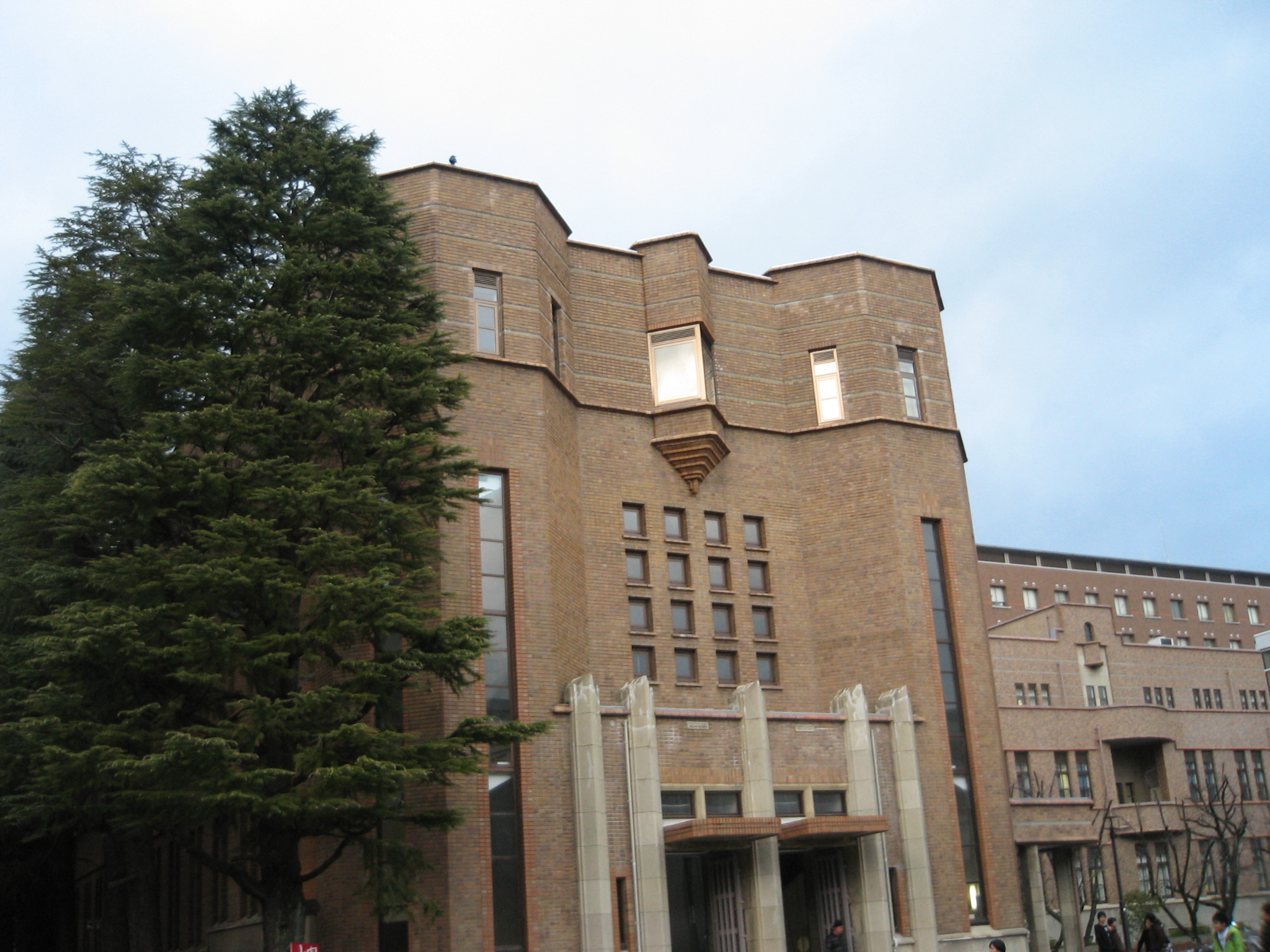
法経済学部本館

京都大学大学院経済学研究科（きょうとだいがくだいがくいんけいざいがくけんきゅうか、英称:Graduate School of Economics）は、京都大学大学院に設置される研究科の一つである。また、京都大学経済学部（きょうとだいがくけいざいがくぶ、英称：Faculty of Economics）は、京都大学に設置される学部の一つである。

## 概要
1900年に京都帝国大学法科大学に経済学第一講座財政学が設置された。1919年には京都帝国大学経済学部となり、1949年新制京都大学経済学部が誕生すると、1953年に大学院経済学研究科も置かれた。経済学研究科には経済学専攻が置かれ、附属教育研究施設としては、プロジェクトセンターと東アジア経済研究センターが置かれている。なお、経済学研究科長の任期は2年である。

## 沿革
- 1900年 京都帝国大学法科大学に経済学第一講座財政学が設置される[1]。
- 1919年 京都帝国大学に経済学部を設置[1]。
- 1949年 新制京都大学経済学部となる[1]。
- 1953年 大学院経済学研究科を設置[1]。
- 1962年 京都大学経済研究所を設置[1]。
- 2006年 京都大学経営管理大学院および京都大学公共政策教育大学院を開設[1]。

## 教育と研究

### 組織

#### 経済学部
- 入学定員240名・3年次編入定員20名[3]
  - 経済経営学科[3]

#### 経済学研究科
- 経済学専攻[2]
- 京都大学国際連携グローバル経済・地域創造専攻[4]

### 研究施設
- 経済資料センター
- プロジェクトセンター
- 東アジア経済研究センター

## 刊行物
京都大学経済学部は日頃の研究成果を発表する為、以下の冊子を発行している。
- 「経済論叢」[7]
- 「調査と研究」[8]
- 「Kyoto Economic Review」